# 大嶋仁
大嶋 仁（おおしま ひとし、1948年5月15日- ）は、日本の比較文学者、福岡大学名誉教授。「からつ塾」運営委員。

## 来歴
鎌倉市生まれ。1975年東京大学文学部倫理学科卒、在学中にフランス政府給費留学生としてパリに2年滞在。1980年同大学院比較文学比較文化博士課程単位取得満期退学。静岡大学講師、バルセロナ、リマ、ブエノスアイレス、パリで教えた後、1995年福岡大学人文学部教授。2016年退職、名誉教授。佐賀県唐津市で「からつ塾」の運営にも当たる。2011-13年日本比較文学会会長。

## 著書
- El Pensamiento Japones EUDEBA（ブエノスアイレス大学出版会）1987
- 『顔をもった若者たち』径書房 1987
- 『日本思想を解く 神話的思惟の展開』北樹出版 (フマニタス選書)　1998
- 『精神分析の都 ブエノス・アイレス幻視』福武書店・福武ブックス 1990、増訂 作品社 1996
- Le Developpement d'une Pensee mythique Editions Osiris Paris, 1994.3
- 『表層意識の都 パリ1991-1995』作品社 1996
- 『こころの変遷 日本思想をたどる』増進会出版社 (Z会ペブル選書)　1997
- 『福沢諭吉のすゝめ』 新潮選書　1998
- 『ユダヤ人の思考法』ちくま新書　1999
- 『知の噴火口 九州の思想をたどる』西日本新聞社 2001
- 『正宗白鳥 何云つてやがるんだ』ミネルヴァ書房・ミネルヴァ日本評伝選　2004
- 『日本人の世界観』中央公論新社・中公叢書　2010
- 『比較文学論考 新しい日本文学への取りくみ』花書院、2011
- 『メタファー思考は科学の母』弦書房、2017
- 『科学と詩の架橋』石風社、2022
- 『生きた言語とは何か　思考停止への警鐘』弦書房、2023
- 『石を巡り、石を考える』石風社、2023
- 『1日10分の哲学』新潮新書、2024
- 『日本文化は絶滅するのか』新潮新書、2025

共著
- 『ゆらぎとずれの日本文学史』マリア=ヘスス・デ・プラダ=ヴィセンテ共著 ミネルヴァ書房 2005

## 翻訳
- マリアヘスス・デプラダ『トンネルの向う側へ』思潮社 1984